# Séverine Vandenhende
Séverine Anne-Marie Vandenhende (* 12. Januar 1974 in Dechy) ist eine ehemalige französische Judoka. Sie war im Halbmittelgewicht Weltmeisterin 1997 und Olympiasiegerin 2000.

## Sportliche Karriere
Die 1,70 m große Séverine Vandenhende war 1992 Dritte der Juniorenweltmeisterschaften und Zweite der Junioreneuropameisterschaften. 1994 und 1995 war sie französische Meisterin. 1994 gehörte sie zur Equipe, die die Silbermedaille bei den Mannschaftseuropameisterschaften gewann. Bei den Studentenweltmeisterschaften erhielt sie 1994 eine Bronzemedaille. 1995 erreichte sie das Finale bei der Universiade und gewann Silber hinter der Südkoreanerin Jung Sung-sook. 1996 war sie Mannschaftseuropameisterin und Studentenweltmeisterin. Bei den Europameisterschaften 1997 verlor sie gegen die Polin Irena Tokarz im Viertelfinale, nach ihrem Sieg über die Italienerin Maddalena Sorrentino erhielt sie die Bronzemedaille. Bei den Weltmeisterschaften 1997 in Paris besiegte sie im Halbfinale die Spanierin Sara Álvarez und im Finale die Belgierin Gella Vandecaveye. 
1998 gewann die französische Equipe Silber bei den Mannschaftsweltmeisterschaften. Nach einem Jahr ohne internationale Platzierung gewann Séverine Vandenhende bei den Europameisterschaften 2000 die Silbermedaille hinter Gella Vandecaveye. Bei den Olympischen Spielen 2000 in Sydney siegte die Französin im Halbfinale gegen die Deutsche Anja von Rekowski nach 3:49 Minuten, im Finale besiegte sie die Chinesin Li Shufang mit einer kleinen Wertung.
Séverine Vandenhende war noch bis 2003 international aktiv. Danach war sie zuerst Trainerin bei ihrem Stammverein Red Star Champigny, später übernahm sie die französische Nationalmannschaft.